# Municipio de Bird City
El municipio de Bird City (en inglés: Bird City Township) es un municipio ubicado en el condado de Cheyenne en el estado estadounidense de Kansas. En el año 2010 tenía una población de 687 habitantes y una densidad poblacional de 0,78 personas por km².

## Geografía
El municipio de Bird City se encuentra ubicado en las coordenadas 39°46′43″N 101°30′49″O / 39.77861, -101.51361. Según la Oficina del Censo de los Estados Unidos, el municipio tiene una superficie total de 884.49 km², de la cual 884,25 km² corresponden a tierra firme y (0,03 %) 0,24 km² es agua.

## Demografía
Según el censo de 2010, había 687 personas residiendo en el municipio de Bird City. La densidad de población era de 0,78 hab./km². De los 687 habitantes, el municipio de Bird City estaba compuesto por el 95,92 % blancos, el 0,15 % eran afroamericanos, el 0,44 % eran amerindios, el 1,31 % eran de otras razas y el 2,18 % eran de una mezcla de razas. Del total de la población el 11,5 % eran hispanos o latinos de cualquier raza.